# Donghuayuan
Donghuayuan (chinesisch 东花园镇, Pinyin Dōnghuāyuán Zhèn) ist eine Großgemeinde im Südosten des Kreises Huailai, Provinz Hebei, Volksrepublik China. Sie besitzt eine Fläche von 137 km² und hatte Ende 2010 eine Bevölkerung von 15.260 Menschen.
Im Norden grenzt die Großgemeinde mit einer Küstenlinie von 9,8 km an den Guanting-Speichersee, im Süden reicht sie bis in das Yan-Gebirge. Die höchste Erhebung hat 1200 m über dem Meeresspiegel.

## Geschichte
Das Gebiet der heutigen Großgemeinde wurde schon seit Jahrhunderten landwirtschaftlich genutzt. Im August 1958 wurde dort die Volkskommune Blumengarten (花园公社) gegründet, die zunächst noch das Gebiet der westlich angrenzenden Gemeinde Xiaonanxinbu einschloss. Am 13. März 1959 genehmigte das Verteidigungsministerium den Aufbau eines Kernwaffentestgeländes in Xinjiang, die ersten nichtnuklearen Zündversuche fanden jedoch auf einem ab Februar 1960 im Süden der Volkskommune, am Fuß des Yan-Gebirges eingerichteten Sprengtestgelände (爆轰试验场) statt. Der erste Test erfolgte am 21. April 1960. Anfang 1964 wurden die Versuche auf dem Sprengtestgelände beendet, die erste reale Atombombe wurde am 16. Oktober 1964 in Xinjiang gezündet.
Im Juni 1961 wurde Xiaonanxinbu als eigene Volkskommune aus Blumengarten ausgegliedert. Der Name wurde allerdings erst im Juni 1982 in „Volkskommune östlicher Blumengarten“ (东花园公社, Pinyin Dōnghuāyuán Gōngshè) geändert. Als die Volkskommune im Rahmen der Reform- und Öffnungspolitik im Mai 1984 aufgelöst und in eine Gemeinde umgewandelt wurde, wurde dieser Name beibehalten. Im November 1987 wurde die Gemeinde Donghuayuan zur Großgemeinde hochgestuft. Im April 1996 wurde die in einem Tal südöstlich von Donghuayuan liegende Gemeinde Dongzhuangzi (董庄子乡) mit der Großgemeinde vereinigt.
Dongzhuangzi selbst wurde zum Verwaltungsdorf herabgestuft.

## Administrative Gliederung
Donghuayuan setzt sich aus sechs Einwohnergemeinschaften und 21 Dörfern zusammen. Diese sind:
| Einwohnergemeinschaft Huakang (华康社区); Einwohnergemeinschaft Huayuan (花园社区), Regierungssitz der Großgemeinde; Einwohnergemeinschaft Jingxiu (景秀社区); Einwohnergemeinschaft Xingfu (幸福社区); Einwohnergemeinschaft Xingye (兴业社区); Einwohnergemeinschaft Yulin (榆林社区); Dorf Chenjiabu (陈家堡村); Dorf Dananxinbu (大南辛堡村); Dorf Daziying (达子营村); Dorf Donghuayuan (东花园村); Dorf Dongyulin (东榆林村); Dorf Dongzhuangzi (董庄子村); Dorf Duokouying (垛口营村); Dorf Huoshaoying (火烧营村); | Dorf Jiaozhuang (焦庄村); Dorf Nanshuiquan (南水泉村); Dorf Qingshuihe (清水河村); Dorf Sanquanjing (三泉井村); Dorf Taishizhuang (太师庄村); Dorf Wulipu (五里铺村); Dorf Xihuayuan (西花园村); Dorf Xiyulin (西榆林村); Dorf Xinfang (辛坊村); Dorf Xinjiujie (新九街村); Dorf Yangerling (羊儿岭村); Dorf Yangzhuangzi (杨庄子村); Dorf Yaojiahe (姚家河村). |

## Interdisziplinäre Versuchsstation für Fernerkundung Huailai
Im Jahr 2004 richtete die Chinesische Akademie der Wissenschaften auf dem Gebiet des Verwaltungsdorfs Xihuayuan nordwestlich der Stadt, zwischen der Bahnstrecke Peking–Baotou und dem Guanting-Speichersee, die Interdisziplinäre Versuchsstation für Fernerkundung (怀来遥感综合试验站) ein, auch bekannt als „Station Huailai“ (怀来站).
Seit 2012 untersteht die Station dem Institut für Fernerkundung und digitale Geowissenschaften der Akademie.
Die Station liegt auf 488 m Höhe im mittleren Teil des Yan-Huai-Beckens, eine Geländeformation, die den Pekinger Stadtbezirk Yanqing und den Kreis Huailai umfasst. Es handelt sich um eine nach Westen offene Ebene, die im Norden, Osten und Süden von Ausläufern des Yan-Gebirges umschlossen ist. Das Yan-Huai-Becken bildet einen Übergang von der Nordchinesischen Ebene zum Plateau der Inneren Mongolei. Durch die für den westlichen Teil Nordchinas typische Kombination von Bergen und Talkesseln bietet es alle Arten von Geländeformationen und eine relativ diverse Vegetation. Gleichzeitig gilt das Yan-Huai-Becken als ein sowohl durch Ackerbau als auch durch Weidewirtschaft ökologisch geschwächtes Gebiet. Klima und Ökosystem sind repräsentativ für weite Landstriche in Nordchina.
Die Station besteht aus einem Kernareal von 100 × 100 m, auf dem in der Westhälfte Pappeln, Zypressen und Kiefern gepflanzt sind, während die Osthälfte aus großen Beeten mit Feldfrüchten wie Weizen, Mais, Soja oder Baumwolle besteht. Das Gelände wird in der Mitte in Nord-Süd-Richtung von einem Gleis durchquert, auf dem ein Baukran hin- und herfahren und in Entwicklung befindliche Sensoren für Drohnen, Erdbeobachtungsflugzeuge oder Satelliten über die verschiedenen Bepflanzungen schwenken kann, um deren Fähigkeit zur Bestimmung des Feuchtigkeitsgehalts der Vegetation (also Waldbrandgefahr), Reifegrad und Üppigkeit von Getreide (also Ernteabschätzung) etc. zu erproben. Ein eigenes Beet ist für Bodenkunde vorgesehen, wo Temperatur, Wassergehalt, Salzgehalt, Wasserpotential und Wärmestromdichte von unbepflanzten Testböden gemessen werden können. Auf der Nordseite des Geländes befindet sich ein Laborgebäude mit Kantine und ein Wohnheim für 30 Personen, die auf der Station gleichzeitig ihre Versuche durchführen können.
Auch im Umfeld der Station können Messungen durchgeführt werden. Auf einer Fläche von 1 × 1 km wurden rund ein dutzend über Funk mit der Station verbundene Sensoren in den Feldern und Weingärten verteilt, die bei den Testflügen der Drohnen in Bodennähe gemessene Vergleichsdaten für Strahlungswärme, Blattoberfläche der Pflanzen, Albedo sowie Wassergehalt und Temperatur in verschiedener Bodentiefe liefern. Auf dem Guanting-Speichersee gibt es schwimmende Bojen, die Daten über Wassertemperatur, Chlorophyllgehalt, Trübung, pH-Wert und elektrische Leitfähigkeit des Wassers liefern.
Etwa 10 km südwestlich der Station befindet sich in der Nachbargemeinde Xiaonanxinbu die „Himmlische Wüste“ (天漠), mit 86 ha die kleinste Wüste Chinas.
8 km nordöstlich der Station liegt der schilfbewachsene „Wildentensee“ (野鸭湖), ein Nebengewässer des Guanting-Speichersees, das ein eigenes Biotop bildet. Vom 13. Juli bis 1. Oktober 2021 wurden mit einer Drohne jeweils 4 km² große Gebiete rund um die eigentliche Station, die Himmlische Wüste und den Wildentensee untersucht, während ein Erdbeobachtungsflugzeug (eine Sonderversion der Xi’an MA60) ein Gebiet von 900 km² rund um den Speichersee abflog. Die aus der Luft ermittelten Daten wurden mit von mehr als 100 Technikern in 8 Gruppen auf dem Boden ermittelten Daten zusammengeführt und mit denen der Gaofen-Satelliten verglichen. Man kam zu dem Ergebnis, dass die Satellitenbeobachtung absolut zuverlässig war.

## Verkehrsanbindung

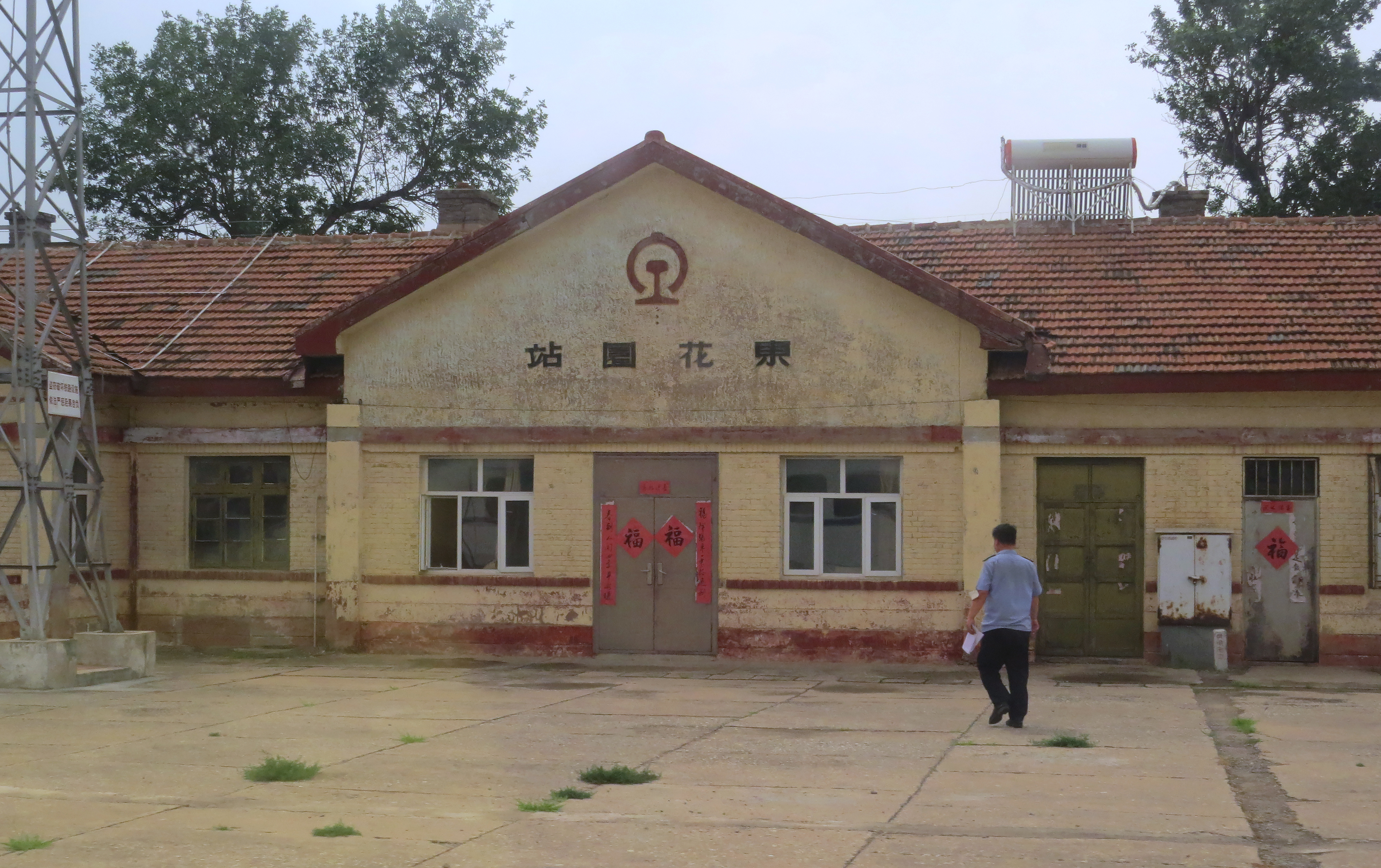
Alter Bahnhof von Donghuayuan

Donghuayuan liegt an der Bahnstrecke Peking–Baotou und besitzt einen kleinen, am 15. April 1955 eröffneten Bahnhof. Der Bahnhof Donghuayuan (东花园站) ist der erste Halt der aus Peking kommenden Züge in der Provinz Hebei. An der Nordwestseite des Ortes liegt der neuerbaute Bahnhof Donghuayuan Nord (东花园北站) der Schnellbahn von Peking Nord nach Zhangjiakou, die am 30. Dezember 2019 in Betrieb genommen wurde. Die 147 km lange Bahnstrecke, auf der die Züge autonom und mit bis zu 350 km/h unterwegs sind, wurde zwar in Vorbereitung auf die Olympischen Winterspiele 2022 gebaut, sie dient aber vor allem der Integration der Metropolregion Jing-Jin-Ji. Einerseits ermöglicht sie es auf dem Land lebenden Pendlern, ihre Arbeitsplätze in Peking rasch und bequem zu erreichen, andererseits können Wissenschaftler und Ingenieure aus der Hauptstadt problemlos zu den ins Umland ausgelagerten Einrichtungen wie der Versuchsstation für Fernerkundung oder der Raumfahrtindustriebasis in der Nachbargemeinde Xiaonanxinbu gelangen.
Südlich am Ort vorbei führen die Autobahn Peking–Lhasa (G6), die dort über eine Abfahrt nach Norden zum Dorf Xinjiujie und nach Süden zum Dorf Huoshaoying verfügt, außerdem die Staatsstraße S313 vom Kreis Zhuolu nach Badaling. Die Kreisstraße X415 führt von Huoshaoying nach Süden über das Yan-Gebirge.